# Пушман, Овсеп
Овсеп Пушман (настоящие имя и фамилия — Овсеп Пушманян) (арм.  Յովսէփ Փուշման, англ. Hovsep Pushman; 9 мая 1877, Сильван, Османская империя — 13 февраля 1966, Нью-Йорк, США) — американский художник армянского происхождения, мастер натюрморта и портретист. Член американской ассоциации искусств Парижа, член Калифорнийского «Art Club», почётный член «Союза художников Армении».

## Биография

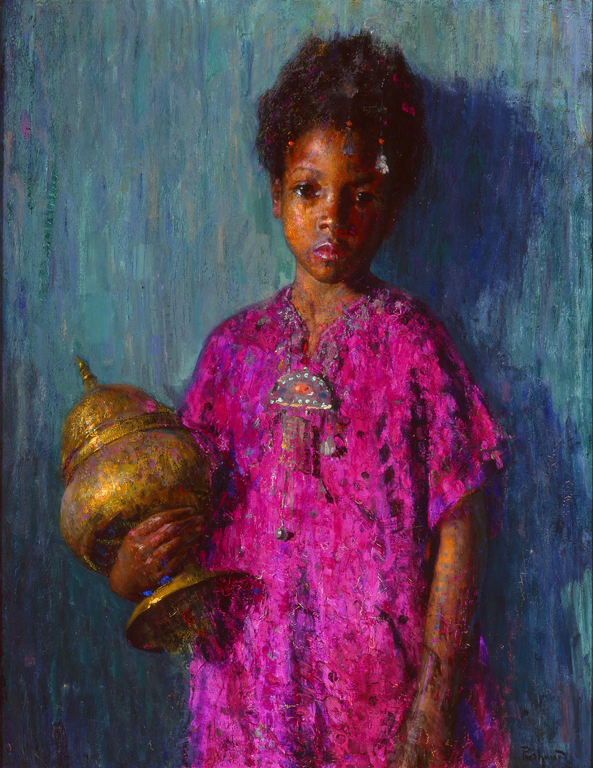

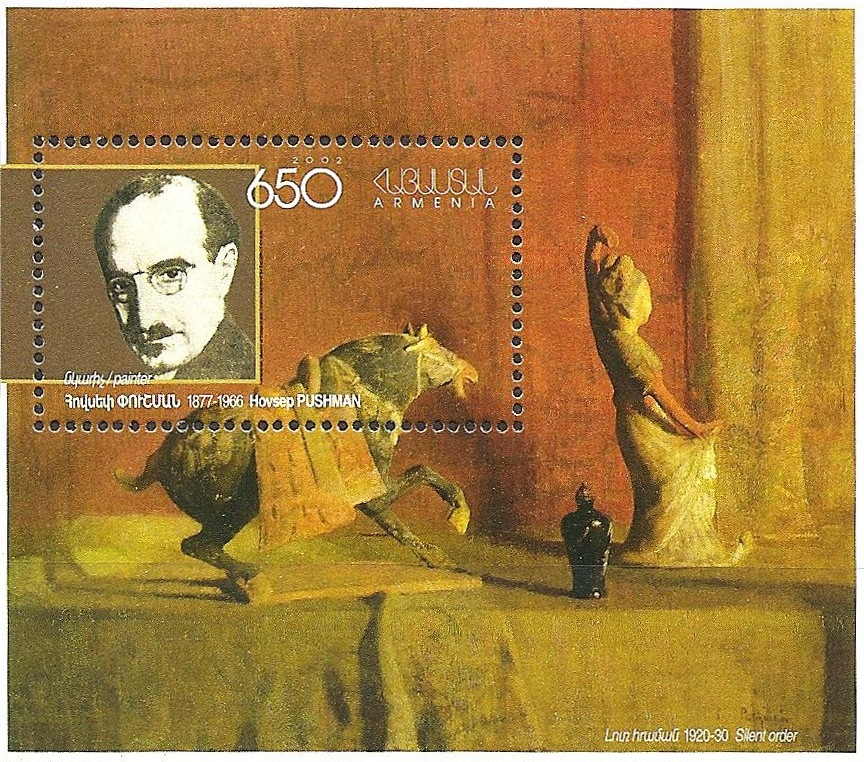
Почтовая марка Армении, посвящённая Овсепу Пушману. 2002 г.

В 1886 году его семья переехала в Константинополь. В 11 лет получил именную стипендию на учёбу в Константинопольской императорской академии изящных искусств. таким образом, он стал самым юным студентом за всю историю академии. Окончив академию с золотой медалью, получил государственную стипендию имел возможность продолжить обучение в Европе. Однако, в связи с гонениями на армян в империи, в 1896 году вместе с семьёй эмигрировал в Чикаго (США), где Овсеп начал преподавать. В это же время начинается его увлечение китайской культурой, восточным искусством и философией, которые он стал изучать.
Позже Овсеп продолжил учёбу в Париже в Академии Жюлиана. Ученик Ж. Лефевра и Т. Робера-Флёри.
Через год во Франции удостоен второй премии для молодых художников за «Портрет жены».
В 1921 году открыл свою собственную студию. В 1923 году вернулся в Соединенные Штаты и поселился в Нью-Йорке.
С 1926 года выставлял свои работы в Салоне «Artistes Francais» в Париже, получил бронзовую медаль в 1914 г. за картину «Луч солнца» и серебряную медаль в 1921 году за полотно «Дочь шейха». В Калифорнии, в «Art Club» получил премию в 1918 году. Участник выставок в Нью-Йорке, Бостоне и Чикаго. Ежегодные выставки Овсепа Пушмана в Большой Центральной художественной галерее (Grand Central Art Galleries), всегда были значительным событием. Картины и гравюры художника выставлялись в драпированной бархатом комнате с особым освещением. Он быстро получил широкую популярность у общественности, а частные коллекционеры расхватывали его работы, их покупали также музеи по всей территории Соединенных Штатов.
В 1918 г. Пушман был одним из основателей группы калифорнийских художников Laguna Beach.
В 1928 г. избран почётным членом «Союза художников Армении».
Полотна художника выставлены во многих ведущих музеях (Метрополитен-музей, Музей изящных искусств (Бостон), Художественный музей Сиэтла, Музей изящных искусств (Хьюстон), институте искусств Миннеаполиса, San Diego Art Institute), а также находятся в частных коллекциях.